# Machaerina insularis
Machaerina insularis är en halvgräsart som först beskrevs av George Bentham, och fick sitt nu gällande namn av Tetsuo Michael Koyama. Machaerina insularis ingår i släktet Machaerina och familjen halvgräs. Inga underarter finns listade i Catalogue of Life.